# 하성준
하성준(1963년 8월 15일 ~ )은 대한민국의 전직 축구 선수 출신 축구 지도자이다. 현역 시절 포지션은 미드필더였다.

## 선수 경력
하성준은 1989시즌을 앞두고 일화 천마 축구단에 입단했다. 1989년 4월 1일 열린 럭키금성 황소와의 경기에서 프로 데뷔전을 치렀다. 이후 1989년 5월 28일 열린 대우 로얄즈전에서 프로 데뷔골을 기록했다.
1996시즌 이후 현역에서 은퇴했다.

## 지도자 경력
선수 은퇴 이후 춘천고등학교의 감독을 맡았다. 이후 여자 축구단인 숭민 원더스의 코치가 되었으며 이후 감독에 올랐다.
숭민이 해체한 이후 K리그에 새롭게 참여하는 대구 FC에 수석코치로 합류했다.
2009년에는 새로 참단하는 송호대학교 축구부의 초대 감독으로 취임했다. 이후 2016년에는 송호대학교를 U리그 준우승으로 이끌었다.